# Вальтер Крюгер
Не варто плутати з обергрупенфюрером СС Вальтером Крюгером
Вальтер Крюгер (нім. Walter Krüger; нар. 23 березня 1892, Цайц — пом. 11 липня 1973, Баден-Баден) — німецький воєначальник часів Третього Рейху, генерал танкових військ (1943) Вермахту. Кавалер Лицарського хреста з Дубовим листям.

## Біографія
Учасник Першої світової війни. Після демобілізації армії залишений у рейхсвері, служив у кавалерійських частинах. З 1 жовтня 1937 року — командир 10-го кавалерійського, з 1 вересня 1939 року — 171-го піхотного полку 56-ї піхотної дивізії. Учасник Польської кампанії. З 9 листопада 1939 року — начальник штабу, з 15 лютого 1940 року — командир 1-ї стрілецької бригади 1-ї танкової дивізії.
Учасник Французької кампанії і німецько-радянської війни. З 17 липня 1941 року — командир 1-ї танкової дивізії, брав участь в наступі на Ленінград. В 1942 році воював під В'язьмою, Москвою і Ржевом. В 1943 році дивізія Крюгера була виведена у Францію, потім перекинута на Балкани і в Грецію, а потім знову повернулась на німецько-радянський фронт і взяла участь у боях під Києвом і Бердичевом. З 1 січня 1944 року — командир 58-го резервного танкового (з 6 липня — танкового) корпусу, дислокованого у Франції. Керував діями корпуса проти союзників в Нормандії і під час Арденнської операції. Корпус Крюгера зазнав важких втрат у Рурському котлі, після чого 25 травня 1945 року Крюгер здав командування.
З 10 квітня — заступник командира 4-го армійського корпусу і командувач 4-го військового округу.

## Нагороди
- Залізний хрест
  - 2-го класу (9 жовтня 1914)
  - 1-го класу (20 липня 1916)
- Орден Заслуг (Саксонія), лицарський хрест 2-го класу з мечами
- Орден Альберта (Саксонія), лицарський хрест 2-го класу з мечами
- Військовий орден Святого Генріха, лицарський хрест (29 квітня 1918)
- Почесний хрест ветерана війни з мечами
- Медаль «За вислугу років у Вермахті» 4-го, 3-го, 2-го і 1-го класу (25 років)
- Німецький Олімпійський знак 2-го класу
- Застібка до Залізного хреста
  - 2-го класу (12 травня 1940)
  - 1-го класу (13 травня 1940)
- Нагрудний знак «За танкову атаку» в сріблі
- Лицарський хрест Залізного хреста з дубовим листям
  - лицарський хрест (15 липня 1941)
  - дубове листя (№ 373; 24 січня 1944)
- Медаль «За зимову кампанію на Сході 1941/42»
- Німецький хрест в золоті (27 серпня 1942)
- Відзначений у Вермахтберіхт (14 грудня 1943)